# Stadion Senta
Stadion Senta, serb. Стадион Ceнтa − stadion piłkarski mieszczący się w Sencie, na którym domowe mecze rozgrywa miejscowy klub, FK Senta. Pojemność stadionu wynosi 4 500 miejsc.